# Friedrich Helber
Friedrich Helber (* 6. September 1870 in Ilshofen; † 1942 in Leipzig) war ein deutscher Reichsgerichtsrat.

## Leben
Helbers Vater war der gleichnamige Stadtschultheiß von Schwäbisch Hall. Helber studierte von 1890 bis 1896 Rechtswissenschaft an der Eberhard Karls Universität Tübingen und der Ludwig-Maximilians-Universität München. Seit 1888 gehörte er der Burschenschaft Cimbria München an.
1893 wurde der Württemberger Helber auf den Landesherrn vereidigt. Zum Staatsanwalt wurde er 1904 ernannt. 1913 wurde er Landgerichtsrat. Oberlandesgerichtsrat in Stuttgart wurde er 1920. 1925 wurde er zum Reichsgerichtsrat ernannt. Er war im IV. Strafsenat und im II. Zivilsenat tätig. Er war Mitglied des Staatsgerichtshofs zum Schutze der Republik. Vor 1938 trat er in den Ruhestand. Er wurde nach Kriegsbeginn reaktiviert und war 1940/41 erneut im II. Zivilsenat tätig. Er war kein Mitglied der NSDAP.

## Schriften (Auswahl)
- Verfolgbarkeit strafbarer Handlungen gegen Landesgesetze im Deutschen Reiche jenseits der Landesgrenze, Deutsche Juristen-Zeitung, Jahrgang 10 (1905), Sp. 734.
- Verhaftungen zur See, Deutsche Juristen-Zeitung, Jahrgang 17 (1912), Sp. 507.
- Höchster Gerichtshof? Deutsche Juristenzeitung, 33. Jahrgang (1928), Sp. 685ff.
- Das Reichsgericht zur Besetzung der Gerichte und zur Geschäftsverteilung, DRiZ 1929, S. 48.